# Base antarctique Sovetskaïa
Pour les articles homonymes, voir Sovetskaïa.
La base antarctique Sovetskaïa était une station de recherche soviétique en Antarctique à 82° 06′ S, 54° 58′ E
, d'autres sources indiquant 83° 06′ S, 54° 58′ E
. Située à 878 km du pôle Sud, elle constitue pour certains le pôle d'inaccessibilité du pôle Sud.

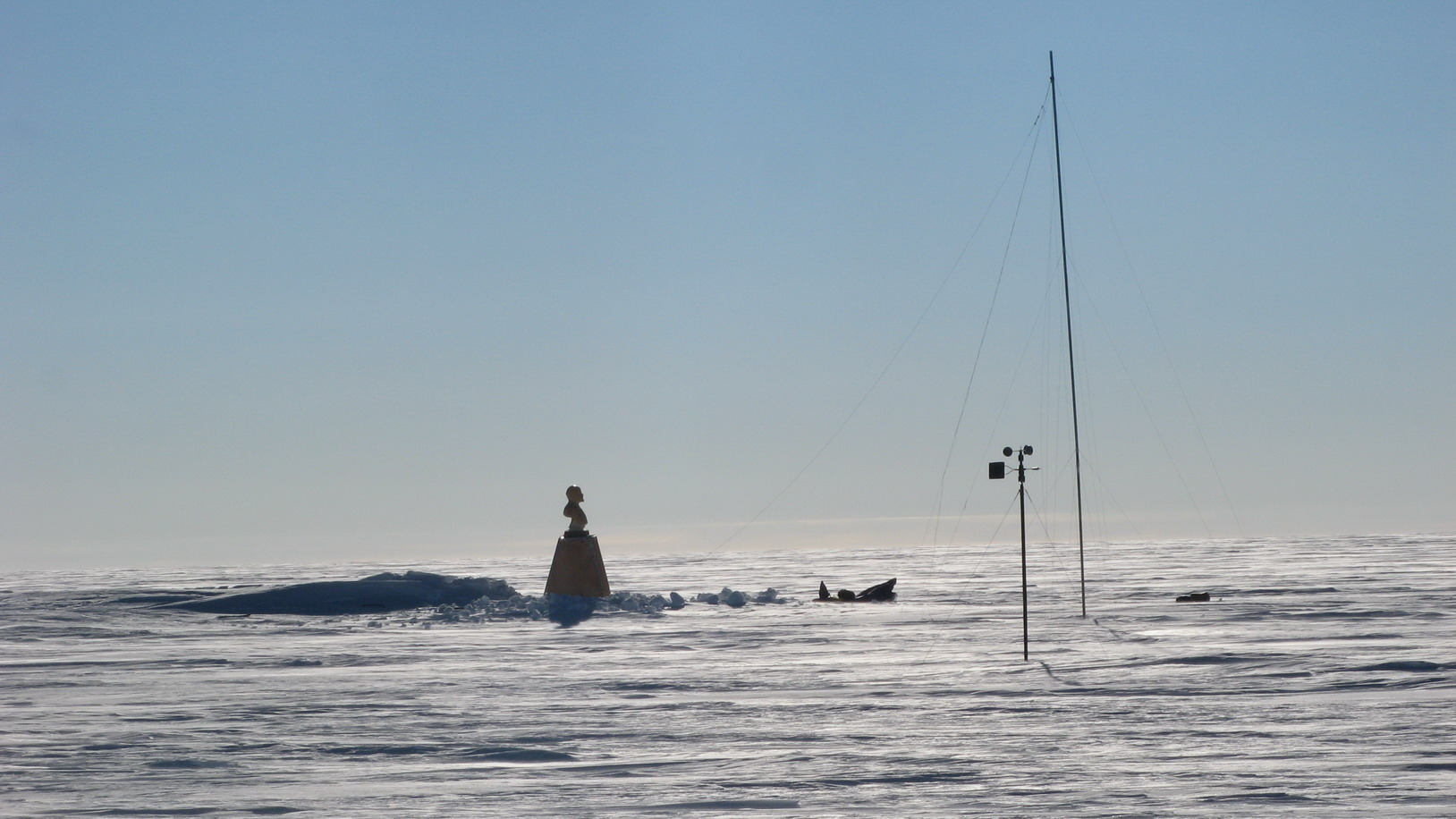
Buste de Lénine sur l'ancienne base soviétique Sovetskaïa, en janvier 2007.

L'altitude de la surface avait été initialement évaluée à 3 570 m, mais elle a ensuite été révisée à 3 662 m puis à 3 718 m.
Atteinte le 16 février 1958 par la 3e expédition antarctique soviétique pour des travaux de recherche dans le cadre de l'année internationale de géophysique, elle a fermé le 3 janvier 1959. Son identifiant, donné par l'Organisation météorologique mondiale, était 89 557.
Elle fut par la suite abandonnée et il n'en reste plus qu'un édifice, ainsi qu'un buste de Lénine. Le 4 décembre 2006, une expédition anglo-canadienne s'élance pour la rejoindre sans assistance mécanique, l'a atteint le 19 janvier 2007, et constate que la statue de Lénine y est parfaitement conservée.
L'auteur français Olivier Bleys s'est inspiré de cette station polaire russe pour son roman Antarctique, paru en 2022 chez Gallimard.

## Source
- (en) Cet article est partiellement ou en totalité issu de l’article de Wikipédia en anglais intitulé « Sovetskaya (Antarctic Research Station) » (voir la liste des auteurs).

1. ↑  (en) Service fédéral russe d'hydrométéorologie et de suivi environnemental, « Catalogue of russian antarctic meteorological data 1994 » [archive du 27 septembre 2007], Organisation météorologique mondiale (consulté le 27 août 2007).
2. ↑  (en) « Historic Sites & Monuments in Antarctica » [archive du 29 septembre 2007], International Polar Heritage Committee (consulté le 27 août 2007).
3. ↑  Victor E. Lagun, « Catalogue of Russian Federation Antarctic Meteorology Data » [archive du 1er octobre 2007], Arctic and Antarctic Research Institute, 16 octobre 2008 (consulté le 29 juillet 2010)
4. 1 2  (en) « Site officiel » [archive du 22 août 2007], Team n2i Antarctica 2006 Expedition (consulté le 27 août 2007).
5. ↑  (en) « UK team makes polar trek history » [archive du 30 août 2007], BBC News, 20 janvier 2007 (consulté le 27 août 2007).